# Trioserien
Trioserien eller Tex Willer Trio är en serietidning som kom ut på Centerförlaget 1962 till 1963 med sammanlagt 24 nummer. Tidningen innehöll serier tecknade av Kaj Ljungcrantz.